# Lasoletovití
Lasoletovití (Artamidae) představují čeleď zpěvných ptáků, kteří pocházejí z jihovýchodní Asie, Nové Guineje, Austrálie a Fidži. Čeleď zahrnuje přes dvacet druhů v šesti rodech.

## Popis
Jde o středně velké až velké ptáky s válcovitým tělem. Většina druhů má výrazný stříbřitě modrý zobák se stupňovitou černou špičkou. Peří mívá výrazné vzorování, převládá černá, hnědá nebo šedá, s kontrastním bílým odstínem. Zástupci rodu Peltops mají načervenalé opeření. Lasoletové rodu Artamus se vyznačují dlouhými zašpičatělými křídly, zástupci ostatních rodů mají křídla spíše široká. Ocas je krátký až středně dlouhý. Zobák je středně dlouhý až dlouhý, poměrně silný, na špičce zahnutý (s výjimkou rodu Artamus). Mohutná hlava je nesena na krátkém a tlustém krku. Končetiny jsou krátké až středně dlouhé. U lasoletovitých se typicky neobjevuje pohlavní dimorfismus, samci některých druhů však mají světlejší opeření.

## Systematika

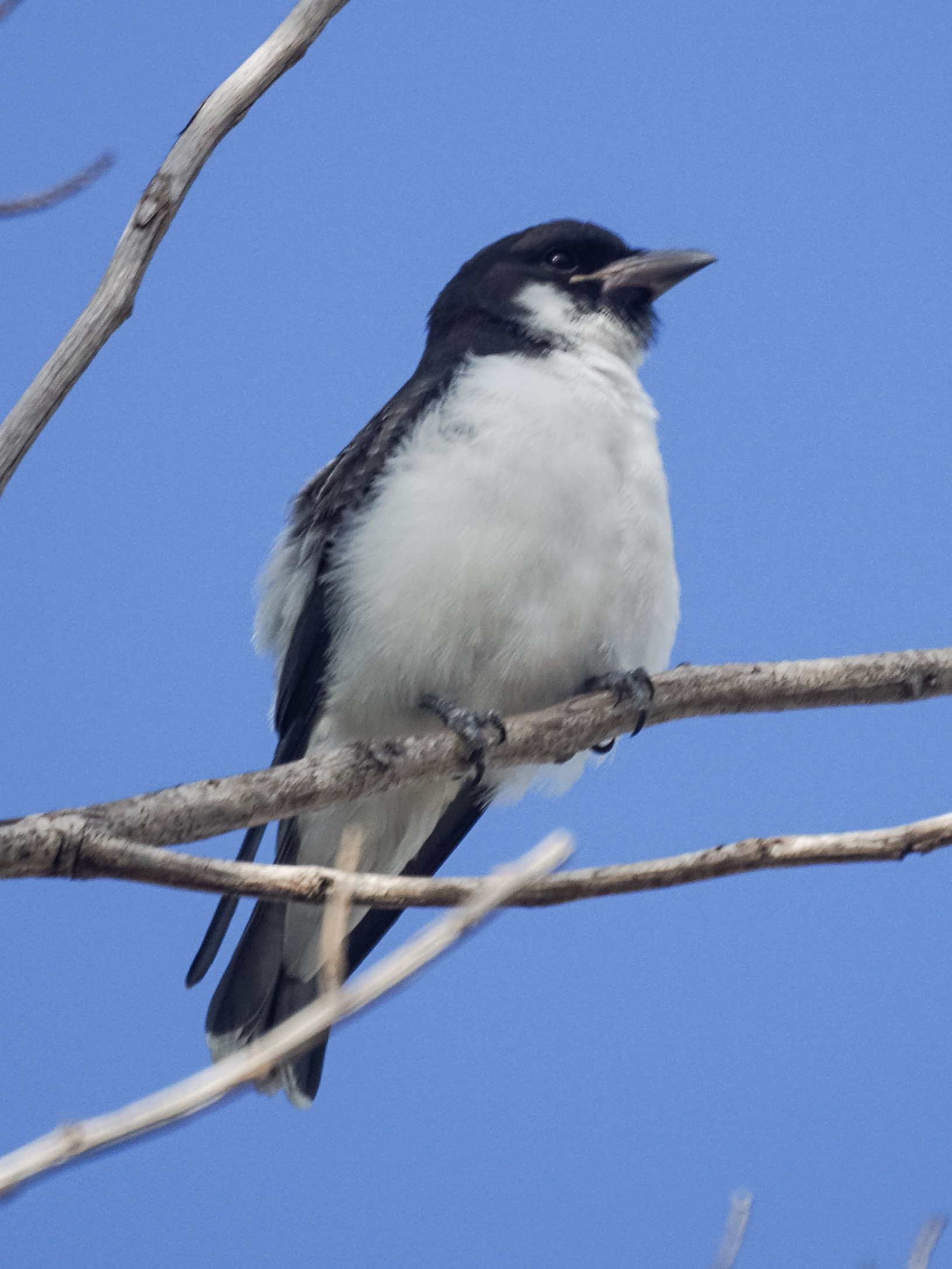
Lasolet fidžijský (Artamus mentalis)

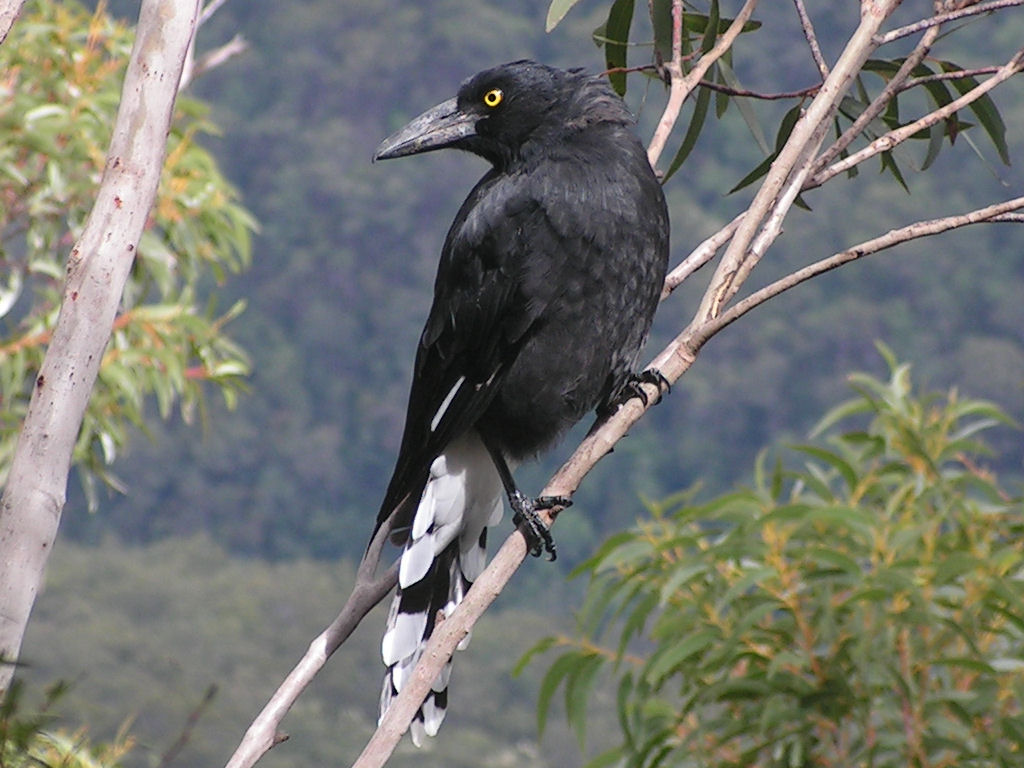
Flétňák stračí (Strepera graculina)

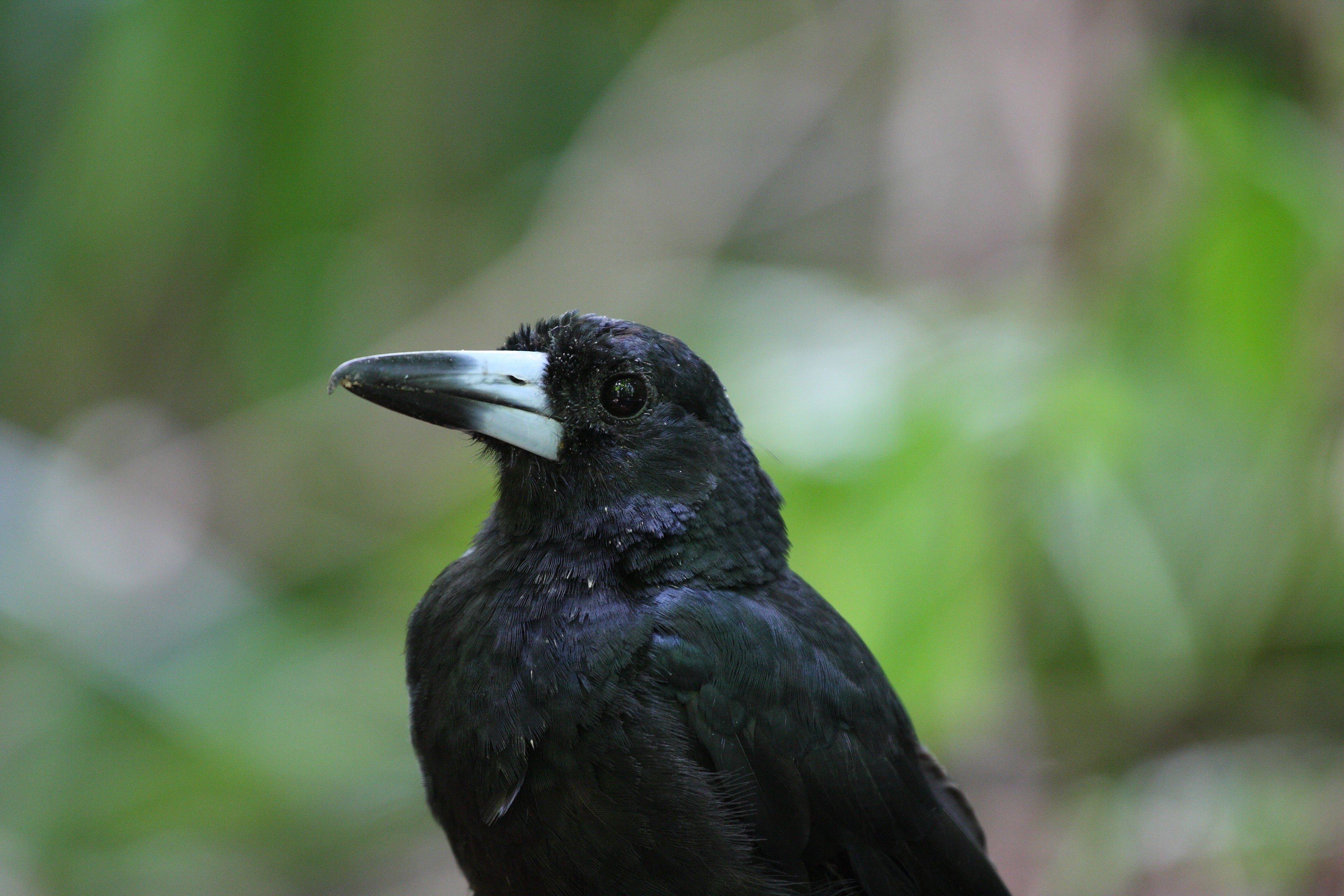
Flétňák černý (Melloria quoyi)

Lasoletovití se řadí do nadčeledi Malaconotoidea, jsou spřízněni s čeleděmi Rhagologidae (jediný druh pištec skvrnitý [Rhagologus leucostigma]) a Machaerirhynchidae (jediný rod muchálka Machaerirhynchus). Zahrnují celkem šest rodů: Artamus, Peltops, Melloria, Cracticus, Strepera a Gymnorhina. Poslední čtyři rody byly historicky řazeny v rámci samostatné čeledi flétňákovití (Cracticidae). Molekulárně-fylogenetické studie nicméně ukázaly, že takto definovaní flétňákovití jsou vnořeni v rámci lasoletovitých.

### Přehled zástupců[2]
rod Artamus
- lasolet fidžijský (Artamus mentalis)
- lasolet bismarcký (Artamus insignis)
- lasolet šedohlavý (Artamus fuscus)
- lasolet škraboškový (Artamus personatus)
- lasolet horský (Artamus maximus)
- lasolet lesní (Artamus cyanopterus)
- lasolet černolící (Artamus cinereus)
- lasolet bělobřichý (Artamus leucorynchus)
- lasolet bělobrvý (Artamus superciliosus)
- lasolet bělohřbetý (Artamus monachus)
- lasolet malý (Artamus minor)

rod Peltops
- flétňáček nížinný (Peltops blainvillii)
- flétňáček horský (Peltops montanus)

rod Melloria
- flétňák černý (Melloria quoyi)

rod Gymnorhina
- flétňák australský (Gymnorhina tibicen)

rod Cracticus
- flétňák šedohřbetý (Cracticus torquatus)
- Cracticus argenteus
- flétňák černohřbetý (Cracticus mentalis)
- flétňák černohrdlý (Cracticus nigrogularis)
- flétňák kápový (Cracticus cassicus)
- flétňák tagulský (Cracticus louisiadensis)

rod Strepera
- flétňák stračí (Strepera graculina)
- flétňák tasmánský (Strepera fuliginosa)
- flétňák bělořitý (Strepera versicolor)

## Stanoviště
Zástupci rodu Artamus preferují otevřené plochy lesů a savan, s roztroušenými stromy sloužícími jako hřadoviště. Ostatní druhy obývají širší škálu stanovišť, od otevřených křovin až po hustý deštný prales.

## Chování a ekologie
Zástupci rodů Artamus a Peltops jsou převážně hmyzožraví, zatímco zástupci rodů Strepera, Gymnorhina a Cracticus mohou přemoci velké bezobratlé i malé obratlovce a drancují rovněž ptačí hnízda. Jídelníček je někdy obohacen bobulemi, semeny a nektarem. Lasoletovití vykazují monogamii, s následnou biparentální péčí. Mnoho druhů vykazuje kooperativní hnízdění, kdy jim s výchovou mláďat pomáhají potomci z předchozího hnízdění. Flétňáci mohou navíc praktikovat komplikované hnízdní systémy, v rámci nichž si více párů buduje samostatná hnízda na jednom území, přičemž všichni ptáci v péči o mláďata spolupracují. Hnízda jsou většinou jednoduché skulptury z klacíků a větviček, výstelku tvoří jemný rostlinný materiál. Ptáci si hnízda obvykle budují v rozsochách stromů a snůšku tvoří 2 až 5 vajec.